# Dragan Tsankov

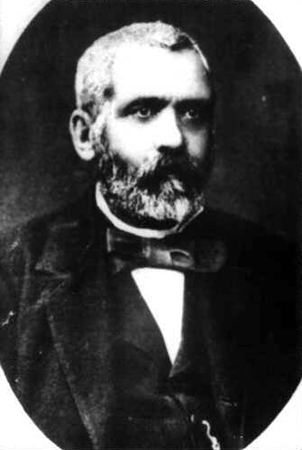
Dragan Tsankov

Dragan Kirjakov Tsankov (Драган Киряков Цанков), född 9 november 1828 i Svisjtov, död 24 mars 1911 i Sofia, var en bulgarisk politiker.

## Biografi
Tsankov uppsatte i Konstantinopel 1860 tidningen "Bolgarija", i vilken han ivrade för kyrklig union med Rom, anställdes i osmansk kanslitjänst och blev 1873 lärare i bulgariska språket vid kejserliga osmanska lyceet och censor för bulgariska trycksaker. 
Under rysk-turkiska kriget 1876–77 blev Tsankov den förste bulgariske civilguvernören i Svisjtov, därefter i Tărnovo. Tillsammans med Petko Karavelov bildade han 1879 det liberala partiet, blev Bulgariens första sändebud i Konstantinopel och 1880 ministerpresident och utrikesminister, men råkade i konflikt med furst Alexander och internerades en tid i Vratsa. 
År 1883 blev Tsankov åter ministerpresident, men måste 1884 lämna plats för Karavelov. Efter Alexanders fall slog han sig ned i Sankt Petersburg, där han med ryska subsidier organiserade det ryssvänliga parti, som fick hans namn, men leddes av Anastas Benderev och Petăr Gruev. Sedan Stefan Stambolov 1894 störtats, fick Tsankov återvända till Sofia och försonade sig med fursten. Han var många år riksdagsman, men spelade inte längre någon ledande roll, inte ens då den "tsankovistiska" ministären Stojan Danev bildades 1902. Han författade Polititjeski katichizis (1905). 